# GanttProject
GanttProject és un programari d'administració de projectes que funciona sota els sistemes operatius Windows, Linux i MacOS X. És programari lliure, amb llicència GPL, i basat en Java. El projecte l'inicià n'Alexandre Thomas el gener de 2003, a la Universitat de Marne-la-Vallée (França); tot i que ara qui gestiona el projecte és en Dmitry Barashev.

## Característiques
Comparat amb altres programaris d'administració de projectes, podem afirmar que el GanttProject es va dissenyar seguint el principi KISS.
Té funcions molt bàsiques d'administració de projectes (com els diagrames de Gantt per planificar tasques i fer gestió de recursos amb gràfics de càrrega del recurs). Només pot gestionar dies (no pot gestionar hores). I li manquen característiques com flux d'efectiu, missatgeria i control de documentació. Té algunes opcions d'informes (Project, HTML, PDF, fulls de càlcul).
Les característiques més importants inclouen:
- Crear estructures de desglossament de la feina.
- Jerarquia de tasca i dependències.
- Diagrames de Gantt.
- Gràfic de càrrega del recurs.
- Línies d'estalvi i comparació.
- Generació de Gràfics de PERT.
- PDF i informes d'HTML.
- Exportació i importació de Microsoft Project amb formats MPX (*.mpx) i MSPDI (*.xml, que és el format d'intercanvi de Microsoft Project des de la versió 2002).
- Dades de bescanvi amb fulls de càlcul via CSV i formats d'Excel.
- Grups de treball basats en WebDAV.
- Format d'arxiu del projecte és XML
- Administració de vacances
- Disponible en més de 20 llengües

## Recepció
- Té moltes valoracions positives a Capterra[2]
- Nombre de descàrregues: al gener de 2014 es van fer 1.600.000 descàrregues de GanttProject 2.0.10 per Windows de Microsoft des de Google Code.[3] La mitjanda de descàrregues diàries és d'unes 1.500.
- InfoWorld va valorar positivament el projecte GanttProject.[4]
- Al Juny de 2011, el nombre de descàrregues setmanals de GanttProject (versió 2.0.9) a SourceForge era la tercera entre aquest tipus de programes: la primera era OpenProj (versió 1.4), la segona fou JFreeChart.[5]
- La valoració dels usuaris a cnet és de 3,5 estrelles (Microsoft Project té 4.0 estrelles).[6]

## Galeria

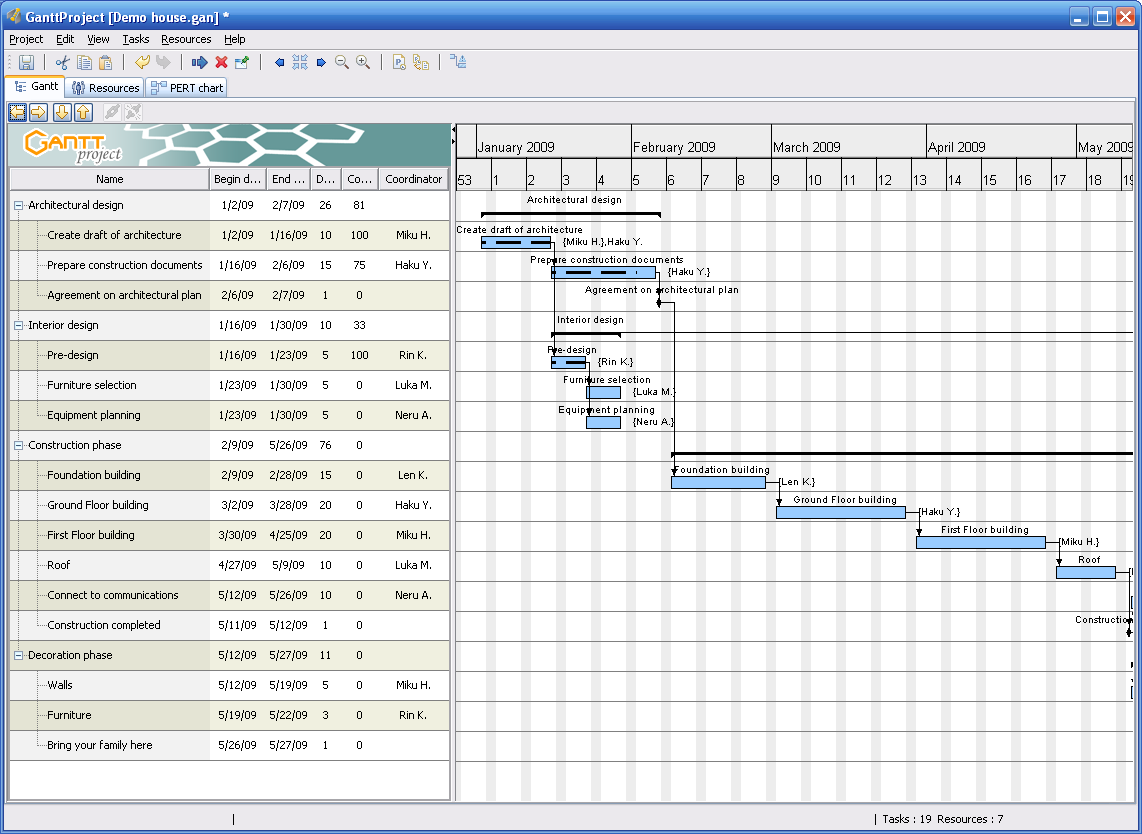
Gantt Vista de gràfic de HouseBuilding projecte de mostra obert en GanttProject 2.0.10
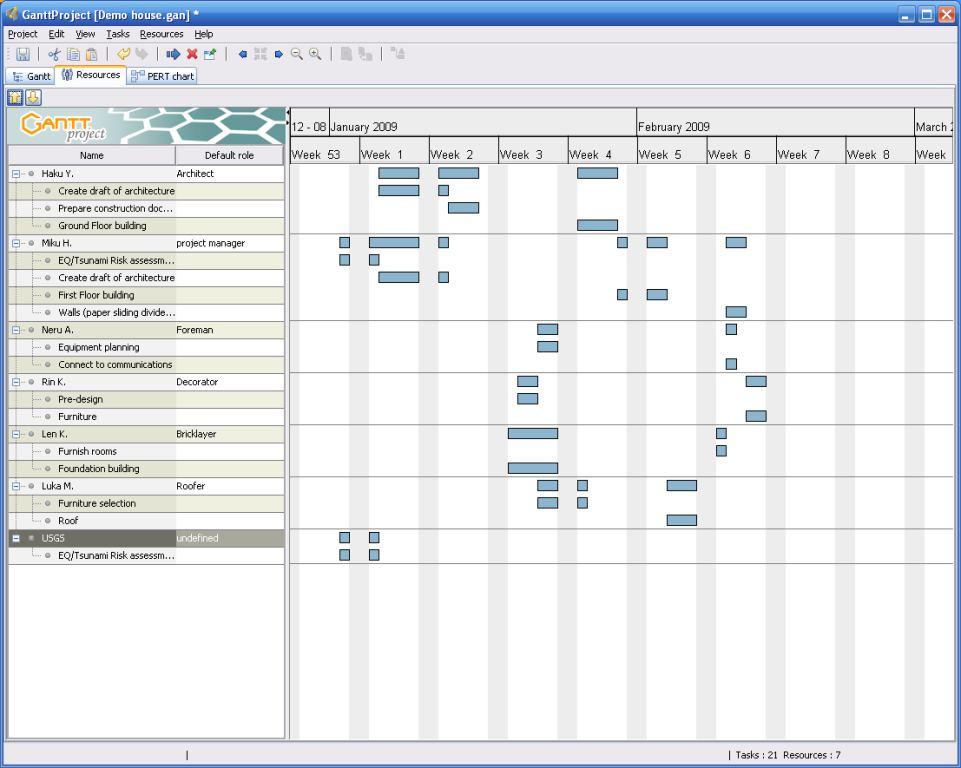
Vista de gràfic de càrrega de recurs de HouseBuilding projecte de mostra obert en GanttProject 2.0.10
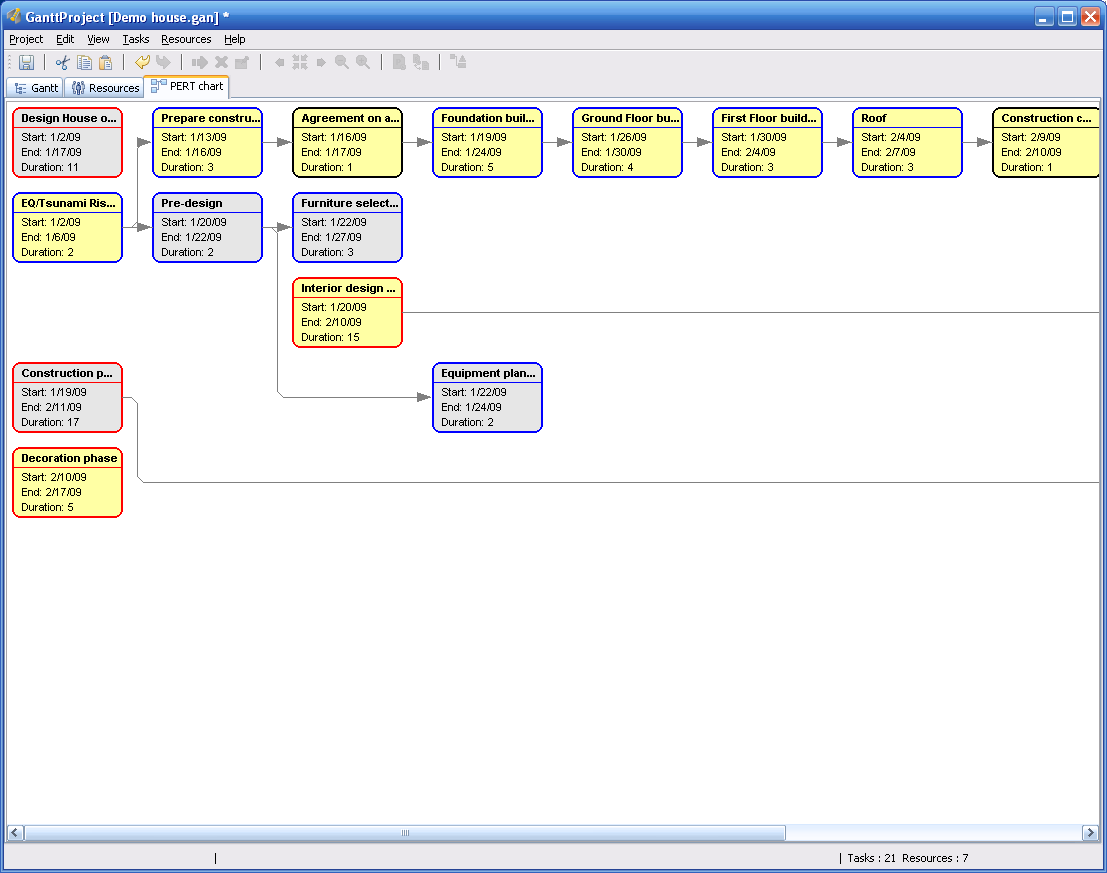
Vista de gràfic del PERT en ver 2.0.10